# فردریک اف. راسل
فردریک اف. راسل (انگلیسی: Frederick F. Russell؛ ۱۷ اوت ۱۸۷۰ – ۲۹ دسامبر ۱۹۶۰) دانشمند در زمینه پزشکی اهل ایالات متحده آمریکا بود.